# Карло Пізакане (актор)
Карло Пізакане (італ. Carlo Pisacane; 2 лютого 1889, Неаполь — 9 червня 1974, Рим) — італійський актор, який зіграв у понад 70 фільмах, у тому числі у спагеті-вестернах, як-от «Смерть їде на коні» (1968) і пародіях, як-от «На кілька доларів менше» (1966). Він найбільше запам'ятався своїми появами в класичних комедійних фільмах, таких як «Зловмисники, як завжди, залишилися невідомими» та його продовження «Зухвалий наскок невідомих зловмисників», де він зіграв літнього та ненажерливого дрібного шахрая Капанелля. Він також відомий своєю роллю скупого єврейського купця Абакука у фільмі «Армія Бранкалеоне».
Останню роль зиграв у фільмі Франко Дзефіреллі «Брат Сонце, сестра Місяць».

## Вибрана фільмографія
- 1946 — Пайза / Paisà
- 1955 — Прекрасна мельничиха / La bella mugnaia
- 1959 — Зухвалий наскок невідомих зловмисників / Audace colpo dei soliti ignoti
- 1960 — Поліцейський / Il vigile — батько Отелло
- 1961 — Як радісно жити / Quelle joie de vivre — Фоссаті-дідусь
- 1962 — Найкоротший день / Il giorno più corto — дядько Мікеле
- 1965 — Зроблено в Італії / Made in Italy
- 1966 — Полювання на лиса / Caccia alla volpe — другий суддя (не позначений у тітрах)
- 1966 — Операція «Святий Януарій» / Operazione San Gennaro
- 1966 — Армія Бранкалеоне
- 1972 — Брат Сонце, сестра Місяць / Fratello sole, sorella luna